# Henry Torgue et Serge Houppin
Henry Torgue (né en 1950) et Serge Houppin (né en 1957), ou plus simplement Torgue et Houppin, sont deux compositeurs français de musiques de scènes.

## Histoire
La rencontre de Serge Houppin avec le chorégraphe de danse contemporaine Jean-Claude Gallotta remonte à 1982. Gallotta avait déjà collaboré avec Henry Torgue pour la musique de son spectacle Ulysse. Duo indissociable pendant plus de vingt ans, ils ont composé les musiques des spectacles de danse de Jean-Claude Gallotta, Carolyn Carlson et de théâtre de Philippe Genty. Ils mènent également des carrières séparées sur certains projets qui leur sont propres.
Leur musique est à la rencontre de plusieurs influences. La musique classique, le rock et l'electro sont les fondamentaux de leurs compositions qui aboutissent à une musique lyrique et émotionnelle immédiatement reconnaissable.

## Discographie commune
- 1984 : Musiques pour Jean-Claude Gallotta
- 1985 : Mammane
- 1985 : Les Louves et Pandora
- 1988 : Docteur Labus
- 1990 : Les Mystères de Subal
- 1992 : Amour-Légende
- 1993 : Ulysse
- 1995 : Voyageur immobile
- 2001 : Vertiges
- 2007 : Passages secrets